# 레이드 (비디오 게임 용어)
레이드(Raid)는 비디오 게임에서 미션의 한 종류로 다수의 플레이어가 (1) PVP에서 또 다른 다수의 플레이어를 상대로, 또는 (2) PVE에서 다수의 NPC를 상대로 공격하여 승리하는 것을 말한다. '레이드'라는 용어 자체는 어떤 목표물을 급습하거나 포획하는 군사 용어에서 유래하였다. 이러한 종류의 목표물은 MMORPG에서 가장 흔하고, 반드시는 아니지만, 일반적으로 인스턴스 던전에서 발생한다.